# Chtcherbynivka
Chtcherbynivka (en russe : Щербиновка ; en ukrainien : Щербинівка) est une communauté urbaine d'Ukraine , située dans l'oblast de Donetsk, et dans le raïon de Bakhmout. Baignée à l'ouest par la rivière Krivyï Torets, elle est limitrophe de la ville minière de Toretsk, dans le bassin houiller du Donbass. Elle se trouve à 111 mètres d'altitude.

## Géographie
La commune fait face à la commune urbaine de Petrivka, sur la rive opposée du Kryvyï Torets.